# Chiesa di Sant'Efisio
La chiesa di Sant'Efisio è un edificio religioso della città di Cagliari, fra le più importanti dal punto di vista religioso perché legata al culto del santo più venerato dai cagliaritani, il martire Efisio.
Si trova salendo lungo la stretta via Sant'Efisio, che costeggia il fianco sinistro della parrocchiale di Sant'Anna, nel cuore del quartiere Stampace, poco oltre la chiesa di Santa Restituta.

## Storia e descrizione

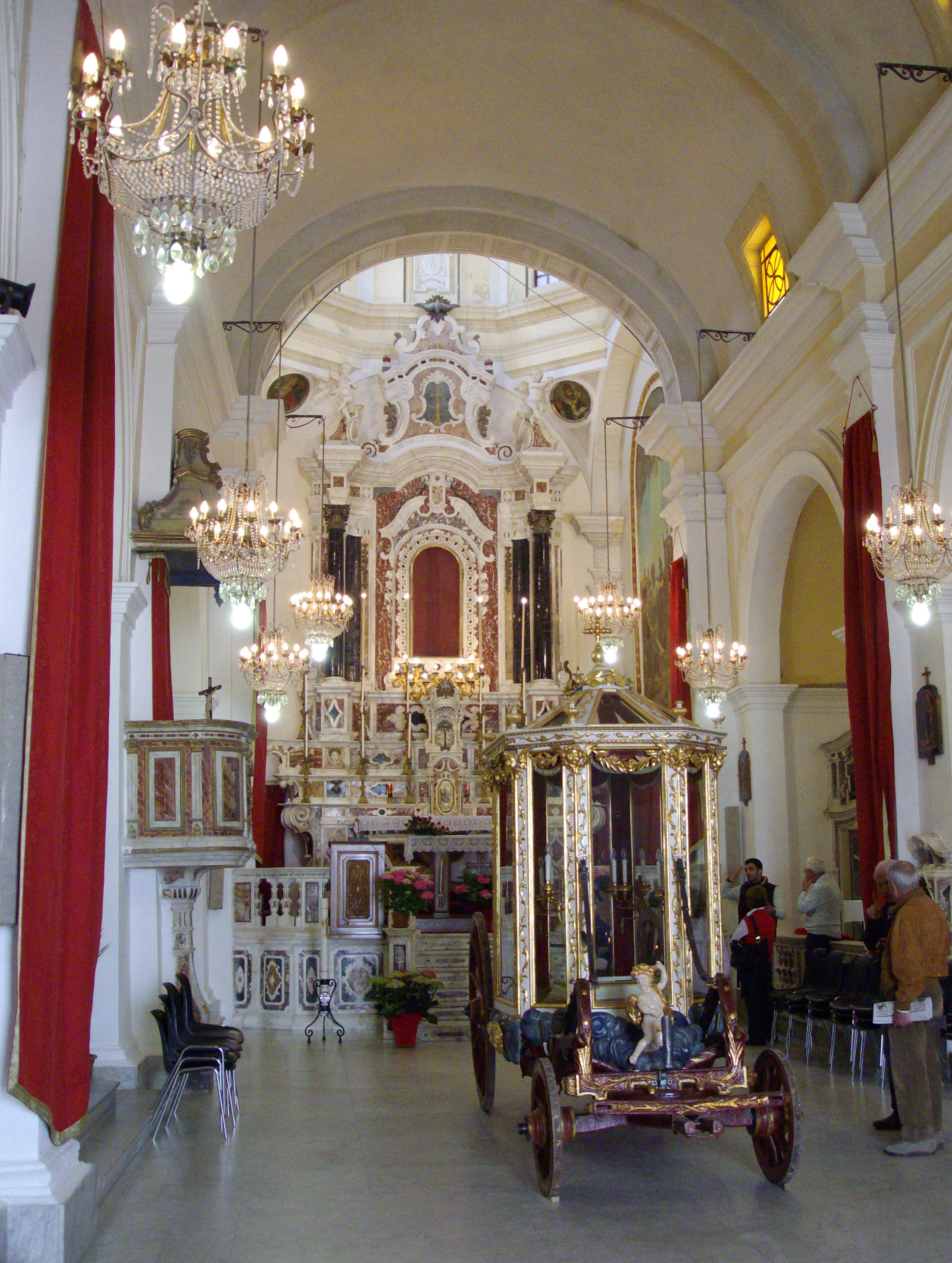
Interno

La piccola chiesa si presenta oggi in stile barocco: fu infatti riedificata alla fine del XVIII secolo su una costruzione cinquecentesca, a sua volta edificata su una chiesa duecentesca.
La chiesa di sant'Efisio, come quella poco lontana di santa Restituta, sorge su un ambiente ipogeico che la devozione popolare vorrebbe fosse il carcere dove fu imprigionato il santo, prima di essere tradotto presso la città di Nora (presso l'odierna Pula), per esservi decapitato.
L'edificio sacro è a una navata con tre cappelle per lato. Il presbiterio si innalza di qualche gradino rispetto al pavimento dell'aula ed è chiuso da una balaustra marmorea; sulla parete di fondo si innalza l'imponente altare maggiore, in marmi policromi, dove, in una nicchia entro un reliquiario ligneo, sono conservate le reliquie del martire Efisio.
Nella seconda cappella a destra si conserva la statua seicentesca del santo, che viene portata in processione sino a Nora, durante la festa nel mese di maggio.